# U Nového hradu
Přírodní rezervace U Nového hradu leží v okrese Blansko. Je pojmenována podle zrekonstruované zříceniny Nového hradu. Rezervace se rozkládá na ploše 53,74 ha. Byla vyhlášena v roce 1975.
Účelem ochrany je uchování smíšených přirozených listnatých porostů s bohatým bylinným podrostem. V lesích se nacházejí porosty buku (Fagus), habru (Carpinus), javorů klenů (Acer pseudoplatanus) a mléče (Acer platanoides), dubů (Quercus) a lípy (Tilia).
V rezervaci bylo nalezeno 43 druhů suchozemských plžů (38 druhů ulitnatých plžů a pět druhů nahých plžů).

## Galerie

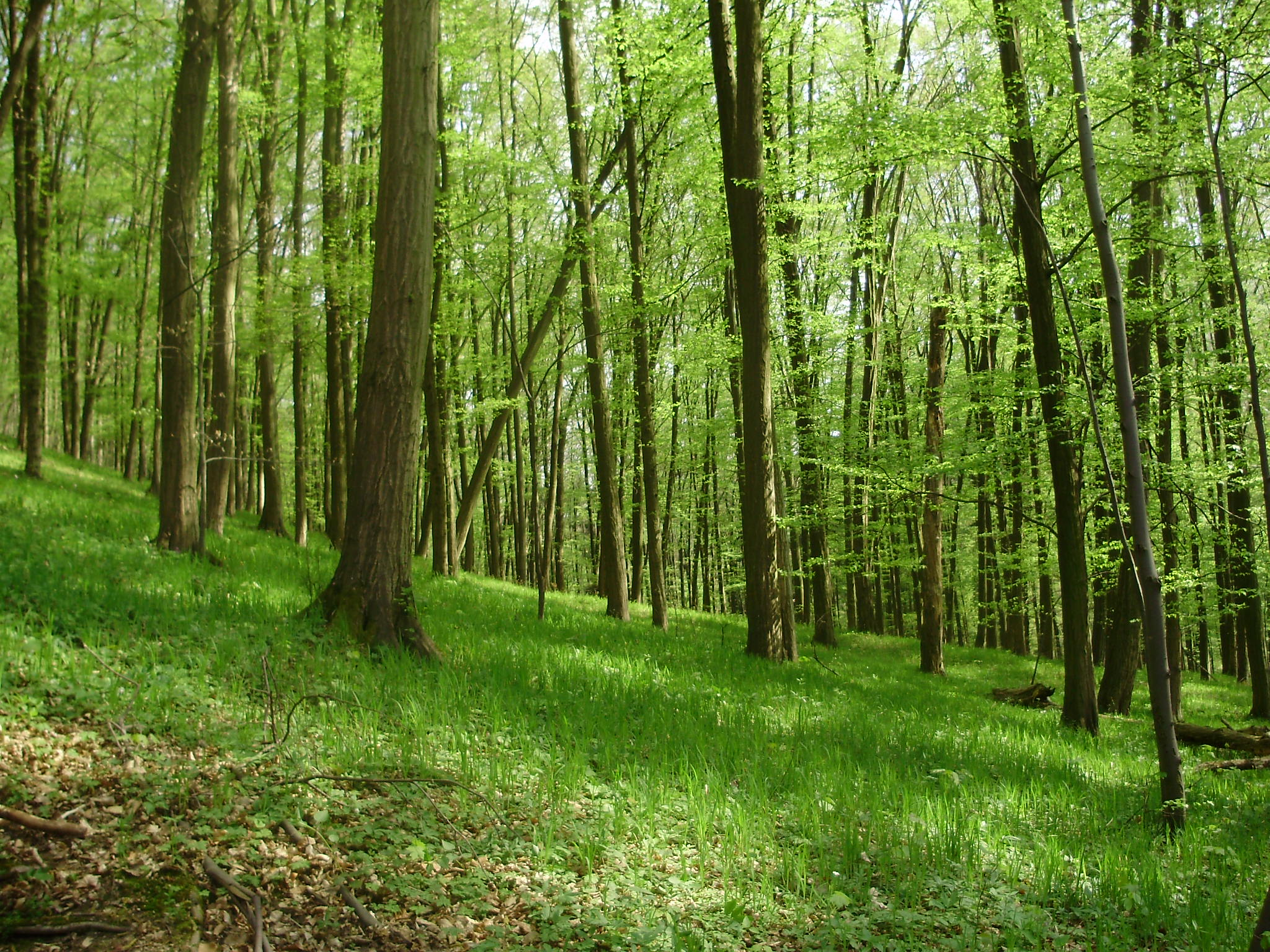
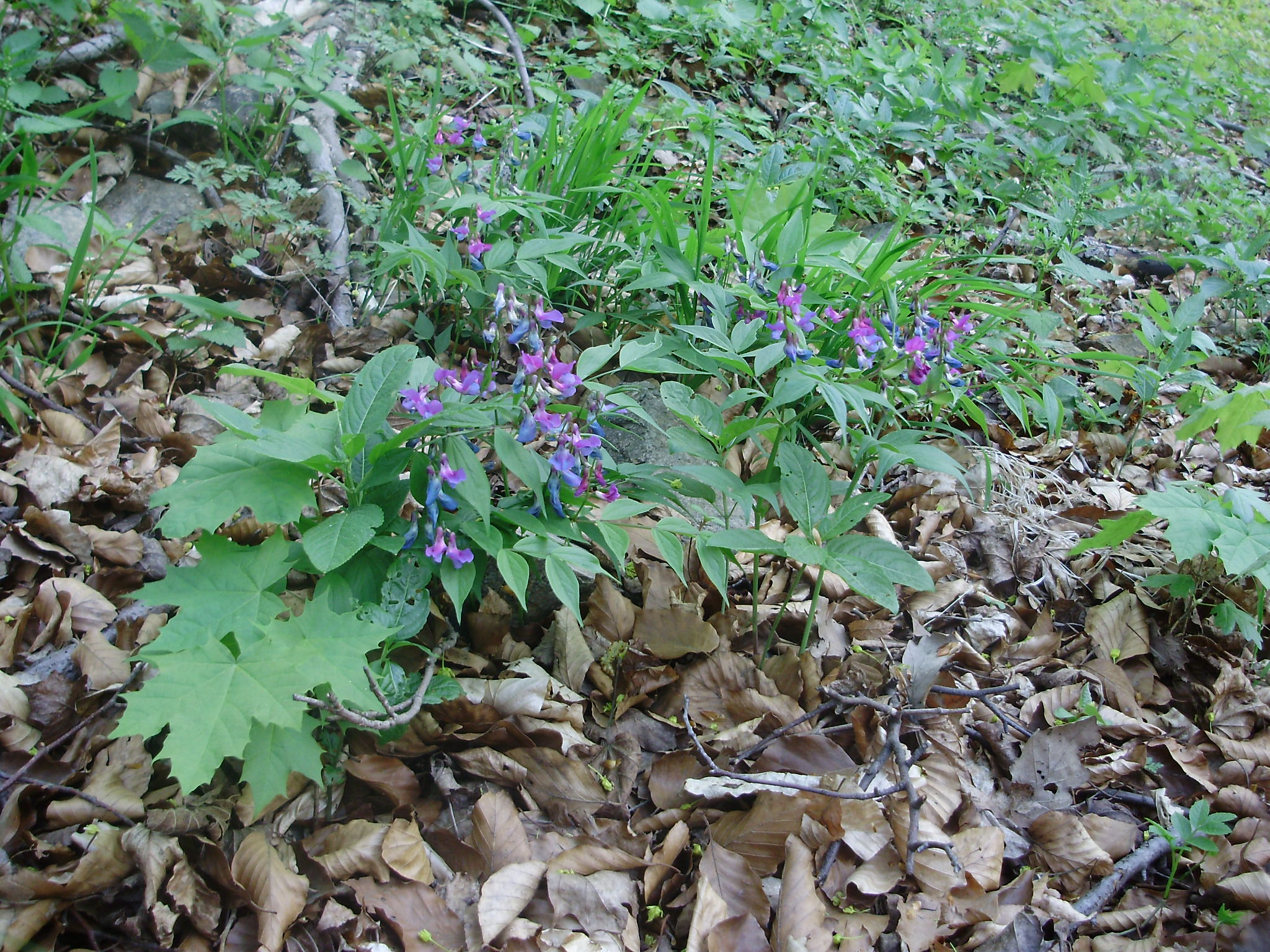
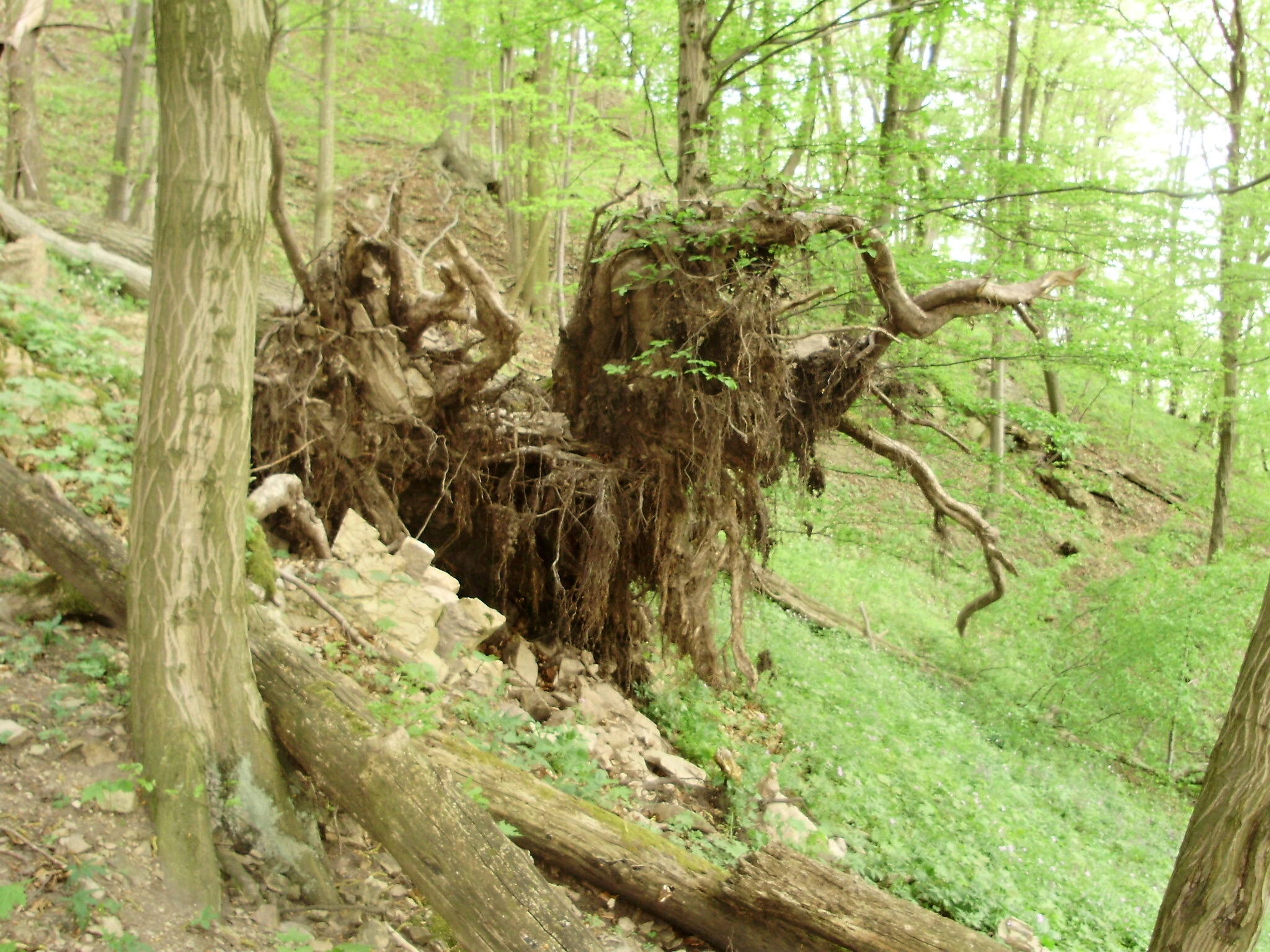
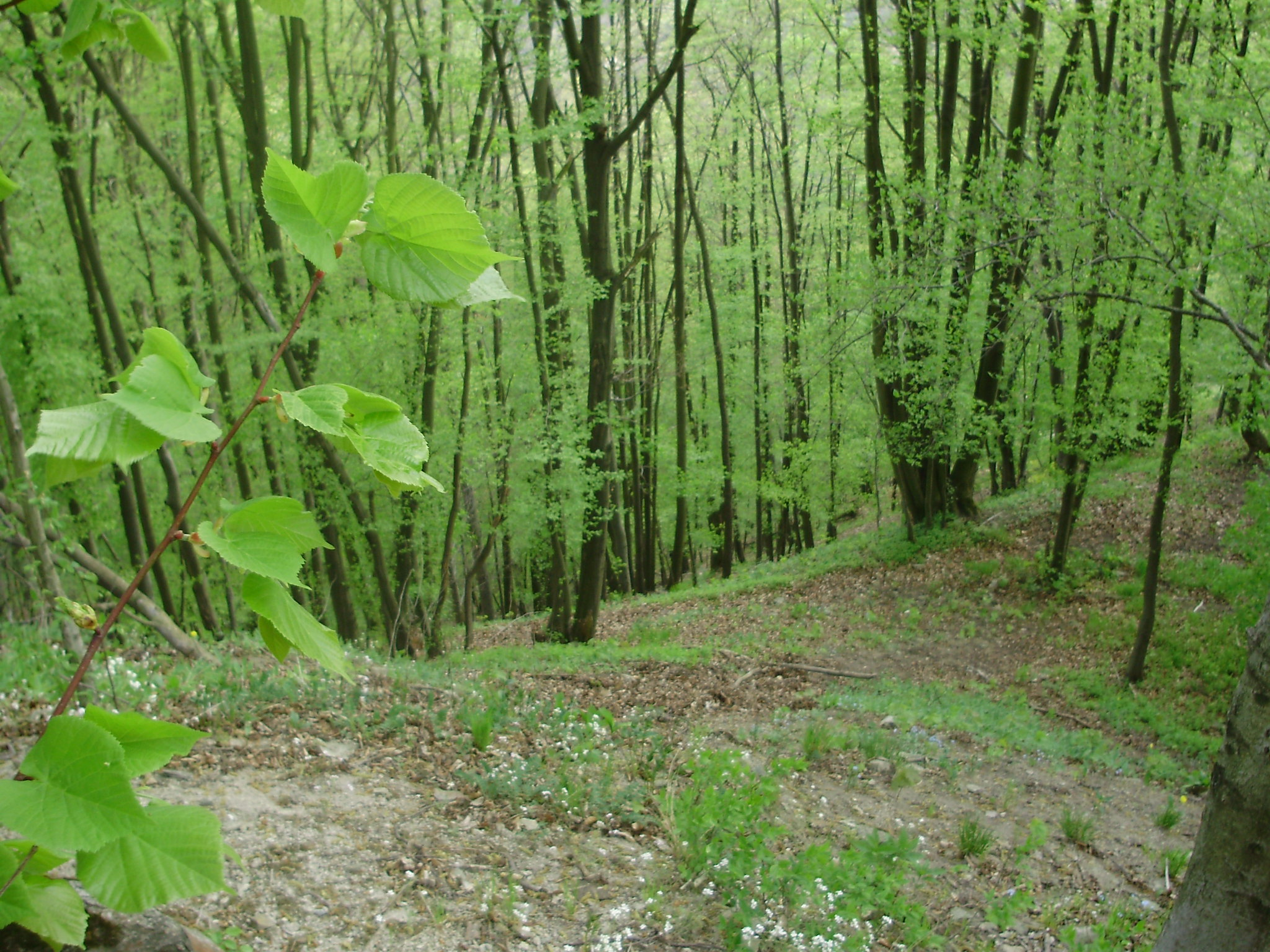
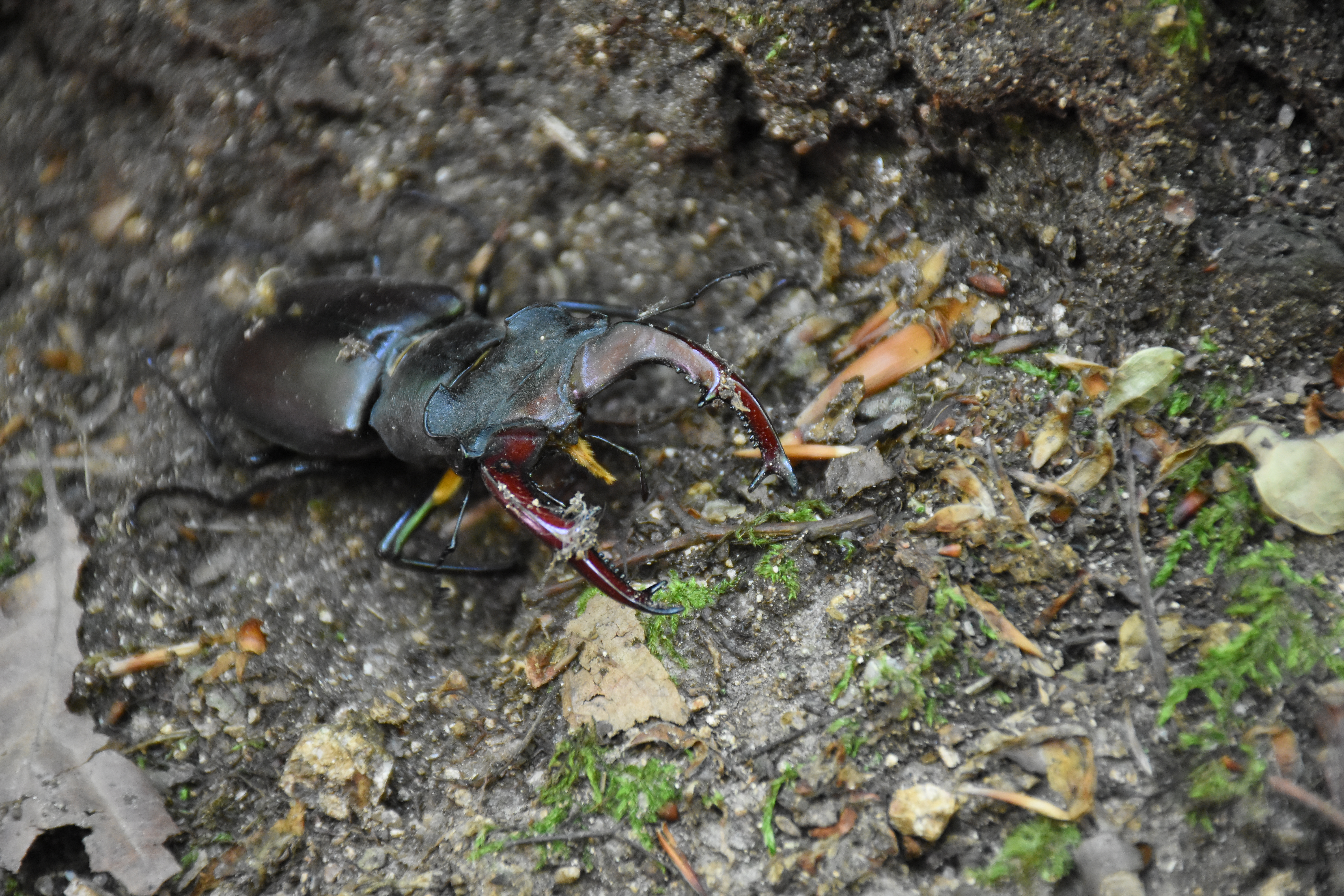